# Кассине
Кассине (итал. Cassine) — коммуна в Италии, располагается в регионе Пьемонт, в провинции Алессандрия.
Население составляет 3100 человек (2008 г.), плотность населения составляет 90 чел./км². Занимает площадь 34 км². Почтовый индекс — 15016. Телефонный код — 0144.
Покровителем коммуны почитается святой апостол Иаков Старший, празднование 25 июля.

## Демография
Динамика населения:

## Администрация коммуны
- Официальный сайт: http://www.comune.cassine.al.it/ Архивная копия от 29 декабря 2010 на Wayback Machine